# Cochinchine
Pour les articles homonymes, voir Cochinchine (homonymie).

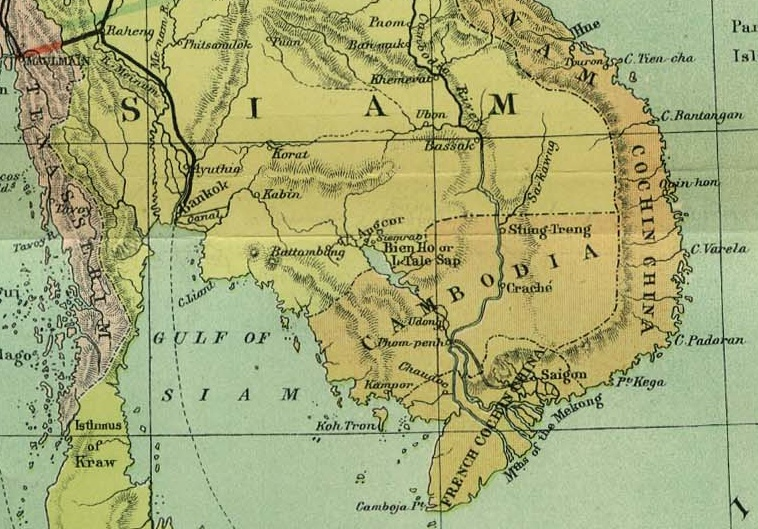
La Cochinchine au sud et à l'est du Cambodge (carte anglaise de 1886).

La Cochinchine est une région historique au sud de l'actuel Vietnam. Elle correspond grossièrement aux régions administratives vietnamiennes actuelles du delta du Mékong et du Sud-Est.
Le nom de Cochinchine dérive de l'usage par les Portugais de la ville de Cochin pour désigner l'Inde (d'où, plus tard, la dénomination Indochine) : les navigateurs occidentaux désignent alors du nom de Cochinchine la région de Đà Nẵng. Au XVIe siècle, d'autres dénominations telles que Chinecochin ou Champachine sont attestées. La dénomination se rattache ensuite à toute la partie méridionale de l'actuel Viêt Nam.
En 1862, la partie méridionale de la Cochinchine est colonisée par les Français : dès lors, le nom de Cochinchine désigne exclusivement la Cochinchine française (jusque-là appelée Basse-Cochinchine), qui devient ensuite l'une des composantes de l'Indochine française. En vietnamien, cette partie est appelée Nam Kỳ (南圻, 1834 – 1945), ou Nam Bộ (南部), signifiant « partie sud ».

## Histoire

### Archéologie
Grâce à des fouilles archéologiques menées depuis la fin des années 1990, on sait que la région est habitée depuis plus de deux mille ans. Des royaumes qui gravitaient autour de l’antique cité d’Angkor Borey (actuellement dans la province cambodgienne de Takeo) et l’ancien port d’Óc Eo (aujourd’hui dans la province vietnamienne d’An Giang) sont postérieurs au IIe siècle av. J.-C.
Au IIIe siècle de notre ère, des émissaires chinois qui visitèrent la région décrivirent un royaume qu'ils appelèrent Fou-nan.

### Possession de l'Empire khmer
L’archéologue Miriam Stark, qui a dirigé des recherches depuis 1999 dans la région, déclare que l’empire khmer, qui régna sur la zone du IXe au XVIIe siècle, n’est que l’un des derniers régimes qui se sont succédé au sud du delta du Mékong.
En 1623, alors que l’empire khmer a amorcé son déclin, le roi Chey Chettha II du Cambodge (1618 – 1628) autorise des réfugiés annamites qui fuient la guerre civile entre les Trinh et les Nguyễn à s'installer dans la région de Prey Nokor, un ancien village de pêcheurs bâti sur des marécages et devenu le principal port maritime de l’empire.

### Possession de l'Empire d'Annam
Au Đại Việt, à compter du XVIe siècle, le déclin de la dynastie Lê se traduit par la division de fait du pays, qui est dominé par deux familles rivales de seigneurs, la famille Trịnh, qui contrôle le Nord, tandis que la famille Nguyễn contrôle le Sud. Le terme de Cochinchine désigne dès lors, en Occident, le territoire des Nguyễn, tandis que celui des Trịnh, au Nord, est appelé Tonkin (Annam désignant en Occident le Đại Việt dans son ensemble). À partir de 1802, les Nguyễn contrôlent la totalité du pays. Le mot Cochinchine demeure cependant en usage pour désigner le Sud du Viêt Nam.
En 1698, le prince Nguyễn Hữu Cảnh est envoyé par la cour de Hué pour établir une administration annamite sur la région et la détacher de la tutelle du Cambodge alors en pleine déliquescence. Très vite, Prey Nokor devient Sài Gòn (Saïgon), avant d’être rebaptisée officiellement bien plus tard (1975) Hô Chi Minh-Ville.

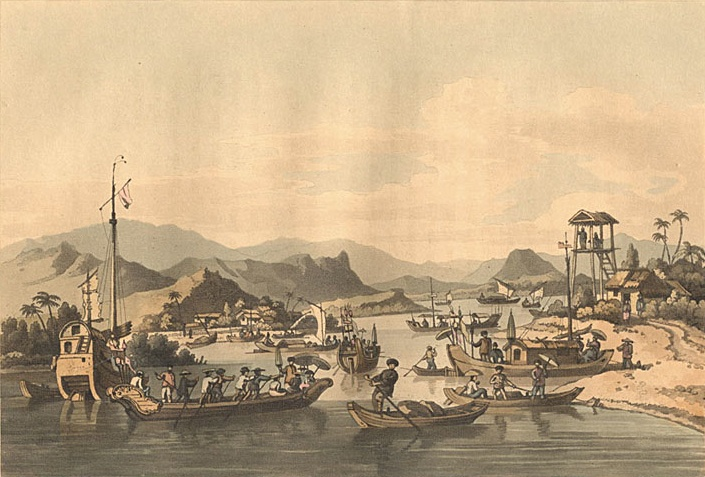
Paysage de Cochinchine à la fin du XVIIIe siècle.

En 1757, l’expansion annamite se poursuit avec la colonisation des provinces de Psar Dèk (renommée Sa Đéc, rattachée aujourd’hui à la province de Đồng Tháp) et Moat Chrouk (qui deviendra Châu Dôc). Mgr Pigneau de Behaine, évêque en Cochinchine et protecteur du futur empereur Gia Long (dont la famille avait été massacrée par la dynastie rivale des Tây Sơn), joue un rôle de rapprochement entre le royaume de France et la cour de Hué (traité de Versailles de 1787). Plus tard Pigneau de Behaine sera précepteur du prince Canh. Ce sont les Français qui construisent la citadelle de Saïgon, bâtie par Olivier de Puymanel en 1790, ainsi que — toujours selon les principes de Vauban — la citadelle de Dienh Kanh en 1793 et d'autres. Puymanel instruit les troupes de Gia Long, selon les méthodes françaises. La région est gouvernée à partir de 1812 par le vice-roi de Cochinchine, Lê Văn Duyệt (1763 – 1832), ayant reçu ce titre de l'empereur Gia Long pour l'avoir aidé à combattre les Tây Sơn.
D'autre part la région commence à être évangélisée depuis le XVIIe siècle par des missionnaires espagnols, portugais et français. Au XIXe siècle, la répression sanglante de l'empereur Minh Mạng auprès des populations villageoises converties y met provisoirement un terme. Ensuite c'est l'empereur Tự Đức qui édicte d'autres décrets de persécution. C'est à cette époque qu'Étienne-Théodore Cuenot et d'autres sont martyrisés.
En décembre 1845, un traité est conclu entre le roi cambodgien Ang Duong et les commandants des forces annamites et siamoises qui confirme l’annexion définitive du delta du Mékong au profit du premier nommé,,.
Le souverain khmer n'abandonnait pas pour autant tout espoir de récupérer un jour ces provinces et allait notamment le montrer dans sa lettre de 1856 à Napoléon III où il confirmait que le Cambodge ne renonçait nullement à ses droits,.

### L'arrivée des Français
Une deuxième vague de répression contre les chrétiens débute dès 1848, sous le règne de l'empereur Tự Ðức. Celle-ci entraîne l'intervention sous un prétexte humanitaire (selon l'expression moderne) de la marine de Napoléon III en septembre 1858 à Tourane. En fait il s'agit aussi de concurrencer l'Empire britannique dans la course au commerce avec la Chine.
Ainsi la donne change le 17 février 1859 lorsque, quelques mois après la prise de Tourane, un corps expéditionnaire français débarque dans le delta du Mékong. Le 5 juillet 1862, l'empereur d'Annam Tự Đức doit par le premier traité de Sài Gòn céder à la France les provinces de Đồng Nai, Gia Dinh et Vinh Tuong. Ces trois provinces avec Poulo Condor vont désormais désigner la Cochinchine.
Très vite, l'amiral de La Grandière, nommé gouverneur, veut asseoir la présence française et développer le port de Saïgon (Sài Gòn en vietnamien) pour contrer l'influence grandissante de Singapour, aux mains des Britanniques.
À partir de mars 1866, les forces impériales françaises jouent des antagonismes interethniques et utilisent notamment des combattants Khmer Krom pour investir les provinces de Vĩnh Long, Hà Tiên et Châu Dôc qui sont annexées aux possessions françaises en 1867. L'amiral Dupré gouverne la Cochinchine de 1871 à 1874.
Trois ans après la chute du Second Empire, un second traité de Saïgon (dit traité Philastre), signé le 15 mars 1874, confirme la pleine souveraineté de la France sur ces trois provinces nouvellement annexées : la colonie française de Cochinchine vient de naître. Le traité Philastr est suivi le 31 août une convention commerciale.
La partie annexée par les Français portait jusque-là le nom de « Basse-Cochinchine », la Cochinchine proprement dite étant considérée comme l'ensemble du Sud Viêt Nam ; à compter de la conquête française, le nom de Cochinchine devient celui de l'ancienne Basse-Cochinchine.

### Au sein de l'Indochine française

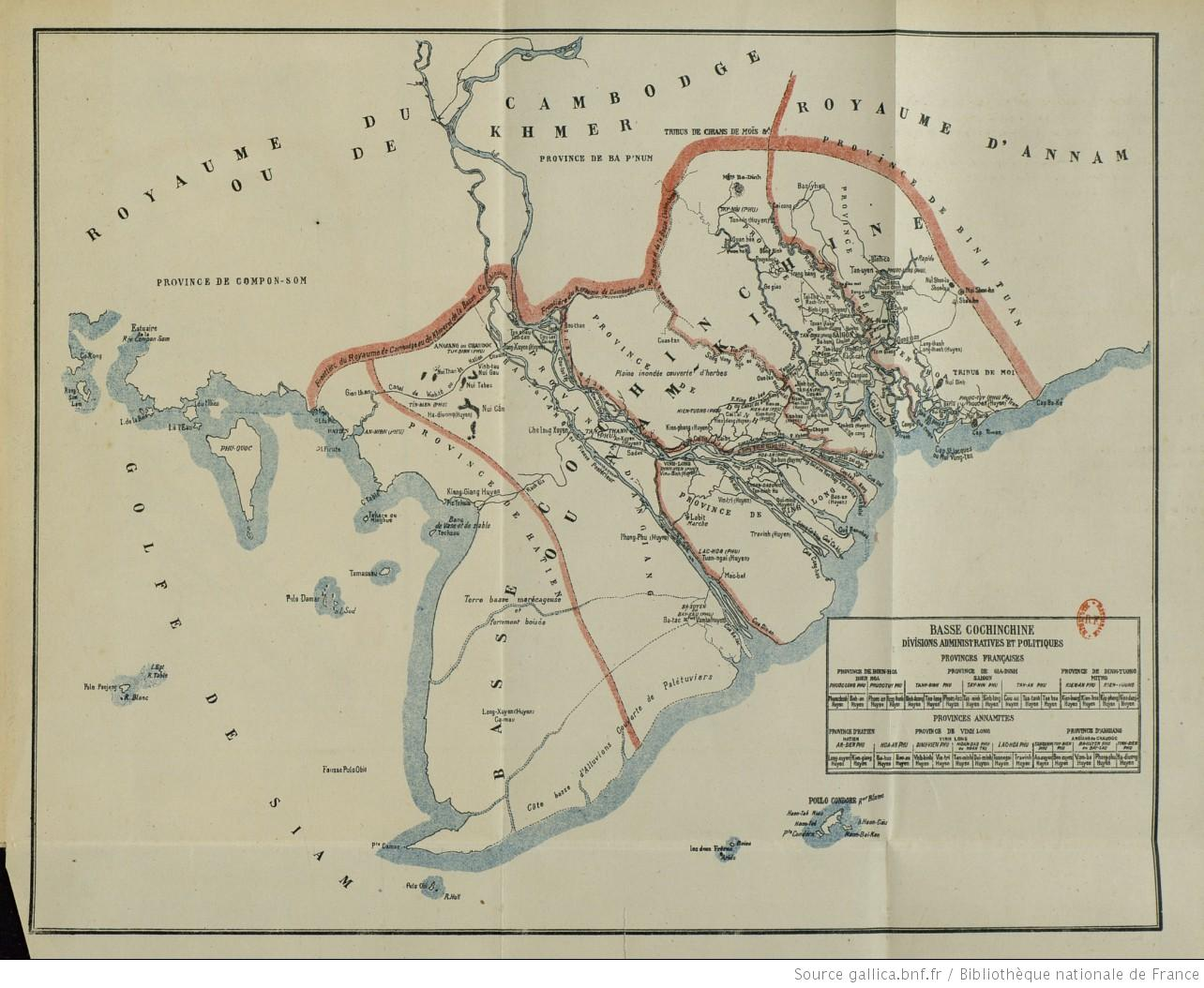
Carte de la Basse-Cochinchine en 1861.

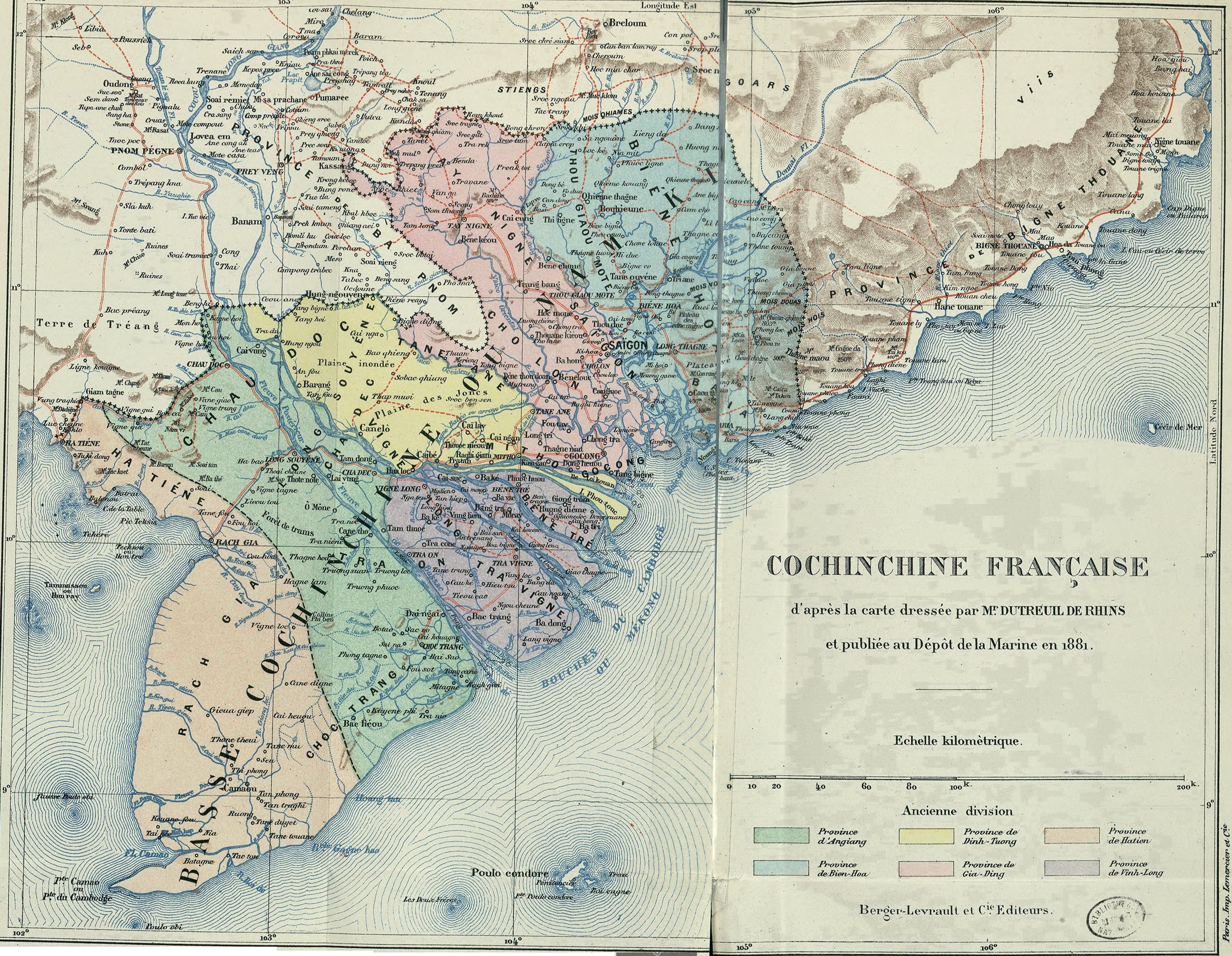
La colonie de Cochinchine en 1881.

La capitale de la Cochinchine est la ville de Saïgon (elle-même capitale de l'Union indochinoise de 1887 à 1901 avant Hanoï). Elle est également le siège du vicariat apostolique de Cochinchine occidentale (devenu vicariat apostolique de Saïgon en 1924). L'étendue du territoire de la colonie est de 67 000 km2. La Cochinchine, représentée par un député à l'Assemblée nationale à partir de 1881, sert de « laboratoire » aux Français pour le développement de l'enseignement en Indochine. Elle bénéficie du développement du réseau routier et de ses autres infrastructures. À la faveur de la vente des terres abandonnées par les autorités impériales lors de la conquête, une classe de propriétaires terriens vietnamiens se forment.
Après la formation de l'Indochine française en 1887, la Cochinchine conserve un statut à part : elle demeure une colonie, tandis que les autres pays de l'Union indochinoise sont des protectorats. Administrée directement, la Cochinchine développe une culture à part : c'est au Sud de l'actuel Viêt Nam qu'apparaissent au XXe siècle de nouvelles religions comme le caodaïsme ou la secte Hoa Hao. La Cochinchine est, avec le Tonkin, le principal moteur de l'économie indochinoise.[réf. nécessaire] Le secteur des plantations y est très dynamique ; en 1897 ont lieu les premiers essais d'acclimatation d'hévéas, qui connaissent par la suite, dans l'entre-deux-guerres, un véritable boom économique.
Pendant la Seconde Guerre mondiale, la Cochinchine est occupée par le Japon à partir de 1941. Après le coup de force du 9 mars 1945, les Japonais maintiennent un régime d'administration directe et ce n'est qu'in extremis, en août 1945, qu'ils autorisent son rattachement à l'Empire du Viêt Nam « indépendant » dont ils avaient suscité la proclamation en mars. Lors de la révolution d'août, le Viêt Minh communiste, qui s'est emparé du Tonkin, ne parvient qu'à prendre imparfaitement le contrôle de la Cochinchine, où les Britanniques débarquent. En septembre, le territoire sudiste connaît une vague d'agressions et de massacres de Français ou de Vietnamiens « collaborateurs ». En octobre, l'amiral Thierry d'Argenlieu, nommé haut-commissaire pour l'Indochine, débarque à Saïgon ; à partir de la Cochinchine, les Français entament ensuite la reconquête de l'Indochine.
Le statut de la Cochinchine, dont Hô Chi Minh réclame le rattachement au reste du Viêt Nam, est ensuite la principale pierre d'achoppement dans les négociations entre la France et le Viêt Minh. En juin 1946, d'Argenlieu autorise la proclamation d'une « République autonome de Cochinchine », ce qui contribue à faire échouer la conférence de Fontainebleau, puis à faire éclater la guerre d'Indochine. En juillet 1949, une fois levés les obstacles juridiques, la Cochinchine peut être réunifiée au reste du territoire vietnamien, ce qui permet de proclamer officiellement l'État du Viêt Nam. En 1951, Thai Lap Thanh devint alors gouverneur du Sud Viêt-Nam (ex-Cochinchine), membre l'État du Viêt-Nam.
Lors des accords de Genève du 21 juillet 1954, qui scellent l’indépendance totale du Viêt Nam, le pays est divisé par le 17e parallèle avec au nord la république démocratique du Viêt Nam dirigée par Hô Chi Minh et au sud le Sud Viêt Nam (composé de la Cochinchine et du sud de l'Annam). Les derniers soldats français évacuent Saïgon le 10 avril 1956.[source insuffisante]

### Au sein de la République du Viêt Nam

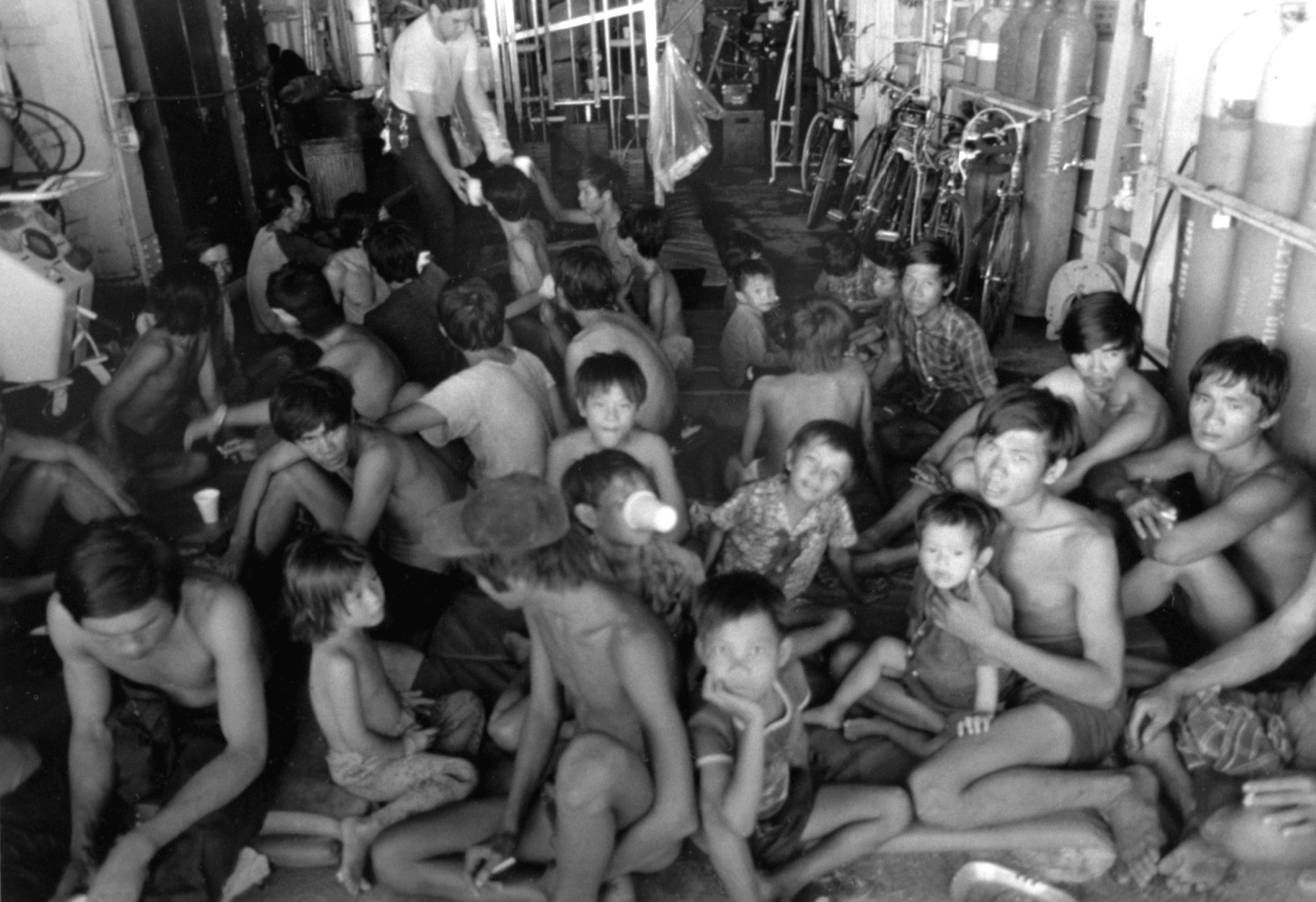
Boat-people recueillis à bord d'un navire américain en 1982.

L'histoire de la Cochinchine se confond ensuite, après l'État du Viêt Nam, avec celle de la république du Viêt Nam (plus communément appelée Sud Viêt Nam, 1955-1975) dont la capitale est à Saïgon.
Dès lors le Viêt Cong infiltre de plus en plus le Sud Viêt Nam y organisant des guérillas. Les États-Unis décident d'y intervenir à partir de 1961 et les premiers bombardements massifs du nord commencent en 1965. C'est le début de la guerre du Vietnam et de l'américanisation du pays. Pourtant des coopérants français, par exemple dans divers lycées français dont les lycées de Saïgon et celui de Danang (Tourane), du personnel de santé et des ecclésiastiques et quelques hommes d'affaires francophones vivent encore dans le sud du pays, jusqu'en 1975. L'invasion du sud par le nord avec la chute de Saïgon en avril met définitivement fin à toute présence française. C'est également la fin de la francophonie au Viêt Nam au profit exclusif de l'anglais.
Saïgon est renommée en 1976 officiellement Hô Chi Minh-Ville du nom du fondateur du parti communiste vietnamien et du Viêt Minh. Il s'agit alors d'humilier une ville vaincue. La plus grande partie de ses habitants continuent néanmoins de l'appeler Saïgon.
Les boat-people commencent à fuir par centaines de milliers la Cochinchine et le sud du pays. Selon le Haut Commissariat des Nations unies pour les réfugiés, 250 000 d'entre eux trouvent la mort en mer en une dizaine d'années.

## La Cochinchine actuelle
L’ancien territoire de la Cochinchine regroupe les régions administratives vietnamiennes actuelles de Đồng bằng sông Cửu Long (Delta du Mékong) et de Đông Nam Bộ (Sud-Est), soit, d'après le dernier recensement, 27 840 598 habitants vivant sur 74 445 km2 et répartis dans les provinces suivantes :

La Cochinchine en jaune au sud de l'actuel Viêt Nam.

- Delta du Mékong :
  - An Giang
  - Bạc Liêu
  - Bến Tre
  - Cà Mau
  - La municipalité de Cần Thơ
  - Đồng Tháp
  - Kiên Giang
  - Long An
  - Sóc Trăng
  - Tiền Giang
  - Trà Vinh
  - Vĩnh Long
- Sud-Est :
  - Bình Dương
  - Bình Phước
  - Bình Thuận
  - Đồng Nai
  - La municipalité d'Hô Chi Minh-Ville
  - Ninh Thuận
  - Tây Ninh
  - Bà Rịa-Vũng Tàu

## Mentions dans la culture populaire
- Dans le film de Michel Hazanavicius OSS 117 : Rio ne répond plus, Hubert Bonisseur de La Bath alias Noël Flantier se défend d'être raciste envers les Chinois en commettant la maladresse de déclarer qu'il a vécu longtemps en Cochinchine[27].